# Траматца
Траматца (італ. Tramatza, сард. Tramatza) — муніципалітет в Італії, у регіоні Сардинія,  провінція Ористано.
Траматца розташована на відстані близько 390 км на південний захід від Рима, 100 км на північний захід від Кальярі, 13 км на північний схід від Ористано.
Населення — 998 осіб (2014).
Щорічний фестиваль відбувається 22 липня. Покровитель — Santa Maria Maddalena.

## Демографія
Населення за роками:

Станом на 1 січня 2023 року в муніципалітеті офіційно проживали 52 іноземці з 9 країн, серед них 18 громадян країн Євросоюзу та 1 громадянин України.

## Сусідні муніципалітети
- Бауладу
- Міліс
- Сан-Веро-Міліс
- Сіамаджоре
- Соларусса
- Цеддіані